# Тогызтарауский сельский округ
Тогызтара́уский се́льский окру́г (каз. Тоғызтарау ауылдық округі) — административная единица в составе Жамбылского района Жамбылской области Казахстана.
Административный центр — село Тогызтарау.

## История
В 1989 году нынешние населённые пункты сельского округа — сёла Тогызтарау (административный центр), Жанаоткель, Кумсуат входили в состав Биликольского сельсовета Джувалинского района.
В 2005 году сёла Жанаоткель, Кумсуат, Тогызтарау образовали отдельное административно-территориальное образование в составе Жуалынского района — Тогызтарауский сельский округ с административным центром в селе Тогызтарау.
Постановлением акимата Жамбылской области от 29 апреля 2013 года № 96 и решением маслихата Жамбылской области от 15 мая 2013 года № 13-3 «Об изменении границ Жамбылского, Жуалынского районов Жамбылской области и изменении подчиненности Тогызтарауского сельского округа Жуалынского района», — Тогызтарауский сельский округ был переведён из состава Жуалынского района в состав Жамбылского соответственно.

## Население
| Численность населения | Численность населения |
| 1999                  | 2009                  |
| --------------------- | --------------------- |
| 1026                  | ↘869                  |

## Состав
| № | Населённый пункт | Тип населённого пункта       | Население, 1989 | Население, 1999 | Население, 2009 |
| - | ---------------- | ---------------------------- | --------------- | --------------- | --------------- |
| 1 | Жанаоткель       | село                         | 227             | ↗336            | ↘275            |
| 2 | Кумсуат          | село                         | 391             | ↘169            | ↘143            |
| 3 | Тогызтарау       | село, административный центр | 239             | ↗521            | ↘451            |